# Queens of Metal
 (février 2017).
Queens of Metal est un festival allemand de heavy metal créé en 2006, ayant lieu annuellement à Kleinwenkheim.

## Programmation

### 2006
Du 16 au 17 juin : Unleashed, Morgana Lefay, Dew Scented, Communic, Hate Squad, Abandoned, Debauchery, Excrementory Grindfuckers, Hatred, Weberknecht, Respawn, Xenotaph, Hokum, Darkfall, Falling Down, Ebola, Sumpfbold, Infernal blasphemy, Downfall A.D., Defuse, My First Band, Goddamned X.

### 2007
Du 14 au 16 juin à Kleinwenkheim:
Delirious, Die Apokalyptischen Reiter, Divine Noise Attack, Dysembrioma, El (K)mino, Gun Barrel, Justice, Kromlek, Lay Down Rotten, Legion of the Damned, Leng Tch'e, Mindcrime, Necrotic Flesh, Not Fragile, Obstinacy, Pestilent, Rage, Requiem, Silent Overdrive, Sintech, Sorrogate, Vader, The Vision Bleak.

### 2008
Du 19 au 21 juin : Delirious, Elensis, End Of Green, Fleshcrawl, Fleshless, Gorefest, Grailknights, Hatred, Knorkator, Krwth, Leng T'che, Mort, Personal War, Runamok, Sabaton, Van Canto.

### 2009
Du 18 au 20 juin : Bonded By Blood, Cateract, Contradiction, Cronos Titan, Davidian, Desilence, Dream Evil, Enemy of the Sun, Fueled By Fire, Hackneyed, Illdisposed, Jon Oliva's Pain, Merciless Death, Misery Index, Neaera, Orden Ogan, Path Of Devastation, Powerwolf, Ravage, Sacred Steel, Sniper, Tankard, Ultrawurscht, Whitechapel, Witchburner.